# Bantry (Dakota del Norte)
Bantry es una ciudad ubicada en el condado de McHenry en el estado estadounidense de Dakota del Norte. En el censo de 2010 tenía una población de 14 habitantes y una densidad poblacional de 31,61 personas por km².

## Geografía
Bantry se encuentra ubicada en las coordenadas 48°29′51″N 100°36′35″O / 48.49750, -100.60972. Según la Oficina del Censo de los Estados Unidos, Bantry tiene una superficie total de 0.44 km², de la cual 0.44 km² corresponden a tierra firme y (0%) 0 km² es agua.

## Demografía
Según el censo de 2010, había 14 personas residiendo en Bantry. La densidad de población era de 31,61 hab./km². De los 14 habitantes, Bantry estaba compuesto por el 100% blancos, el 0% eran afroamericanos, el 0% eran amerindios, el 0% eran asiáticos, el 0% eran isleños del Pacífico, el 0% eran de otras razas y el 0% pertenecían a dos o más razas. Del total de la población el 0% eran hispanos o latinos de cualquier raza.